# Герб Новороссийска
Герб города Новороссийска — наряду с гимном и флагом является одним из официальных символов города Новороссийск (Краснодарский край, Российская Федерация). Впервые принят 15 октября 1914 года, утверждён решением Новороссийской городской Думы (#81) от 7 июля 2005 года, изменён решением Новороссийской городской Думы (#180) от 21 февраля 2006 года.
Зарегистрирован в Государственном геральдическом регистре РФ под № 2213.

## Описание и обоснование символики
Официальное описание (блазон) гласит:
В золотом, с чёрной волнистой оконечностью, щите чёрный двуглавый, увенчанный Императорской короной орёл, со скипетром и державою в лапах, на персях коего щиток, в червлёном поле которого золотой православный восьмиконечный крест, водружённый на серебряном опрокинутом полумесяце. Щит увенчан золотою о пяти зубцах башенною короною
Герб Новороссийска составлен из различных элементов, образующих единую композицию. 
Фигуры герба символизируют город и его жителей как воинов и тружеников:
- Чёрная волнистая оконечность отражает географическое расположение города на берегу Чёрного моря.
- Православный восьмиконечный крест на опрокинутом серебряном полумесяце в червлёном поле щитка напоминает об исторической победе русского оружия над турецким на черноморских берегах Северного Кавказа.
- Золотая пятизубцовая корона особого вида символизирует славные традиции истории города.
- Императорский орёл «николаевского» типа (редкого для российской геральдики) подчёркивает, что город основан в эпоху правления императора Николая I.

Цвета:
- Золотой цвет гербового поля означает власть, величие, силу разума, а также свет и духовность.
- Чёрный цвет символизирует покой и мудрость.
- Красный цвет (червлень) означает в геральдике мужество, жертвенность, праздник и красоту.
- Серебро — символ благородства, чистоты, справедливости и великодушия[2].

## История
В основе современного герба — исторический герб Новороссийска, утверждённый императором Николаем II. В ноябре 1909 года Правительствующий сенат рассмотрел вопрос о подготовке проектов гербов губернского города Новороссийска и Черноморской губернии, однако рисунок герба, присланный из Канцелярии Наместника на Кавказе, был отвергнут в департаменте герольдии. Герб имел следующее описание: «Щит, рассечённый и пересечённый так, что образуется четыре поля, между которыми помещён малый щит. В малом щите помещается изображение серебряного креста на зелёном поле, осмеянного полумесяца, что символизирует торжество христианства над исламом в крае. В правом верхнем поле изображение парусного судна в натуральных красках на фоне голубого моря и неба. В правом нижнем червлёном поле три виноградных кисти лазоревого цвета. В левом верхнем серебряном поле 3 червлёные пчелы. В левом нижнем на алом поле 2 меча с червлёными рукоятками, что последовательно символизирует мореходство и торговлю, виноделие, пчеловодство и присоединение края к империи военной силой». 
Впервые герб города был утверждён 15 октября 1914 года: «В золотом, с чёрною волнистою оконечностью, щите чёрный двуглавый, увенчанный Императорскою короною орел, со скипетром и державою в лапах, на персях коего щиток, в червлёном поле которого золотой православный восьмиконечный крест, водруженный на серебряном опрокинутом полумесяце. Щит увенчан золотою о пяти зубцах башенною короною и украшен двумя золотыми якорями в Андреевский крест, соединёнными Александровскою лентою». Рисунок герба повторял, за исключением украшения вокруг щита, утвержденный тогда же герб Черноморской губернии. 

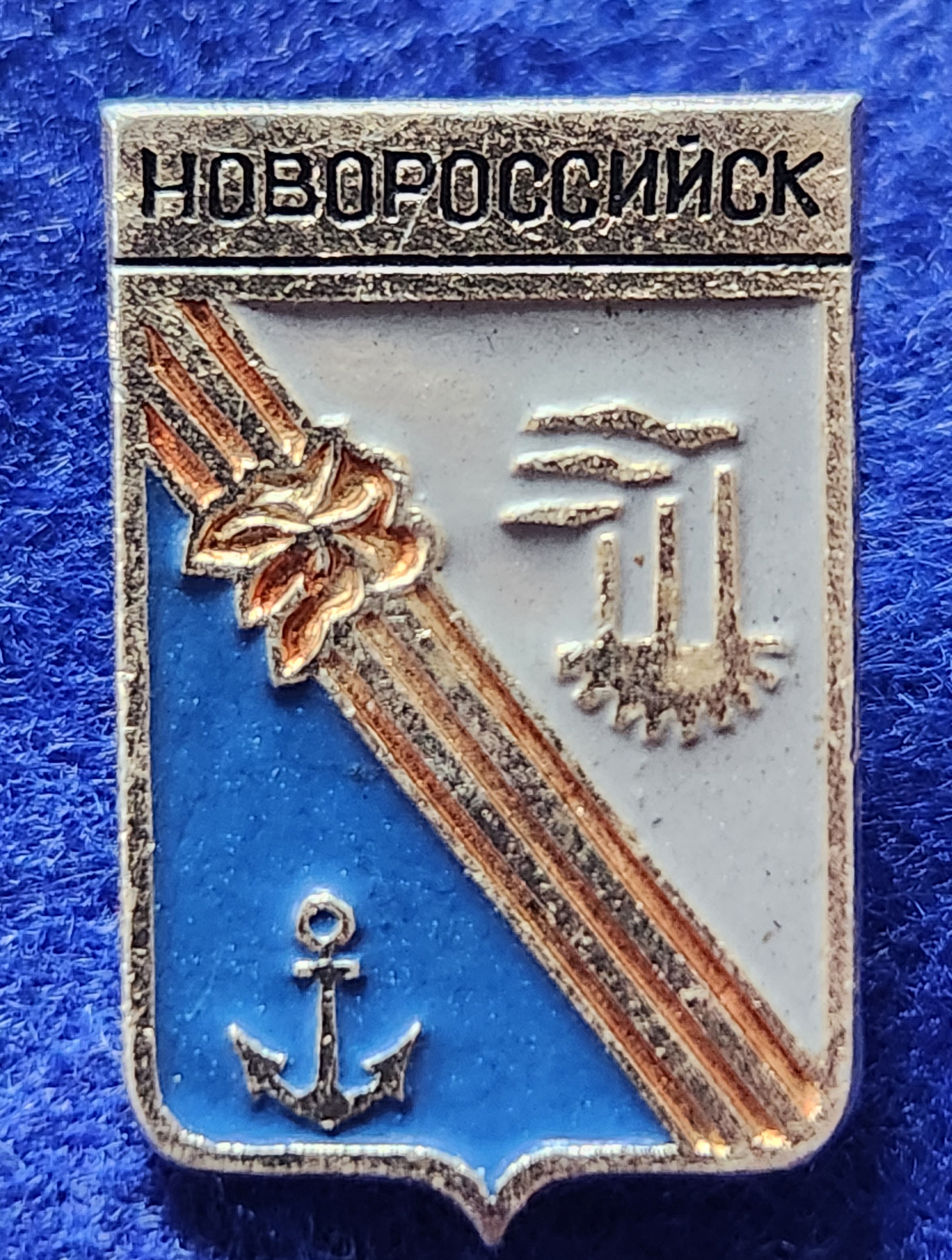
Новороссийск значок герб 1968

В советское время герб Новороссийска менялся дважды. Первый вариант был утверждён IX сессией городского Совета XI созыва 30 июля 1968 года: «Герб ордена Отечественной войны I-й степени города Новороссийска представляет собой геральдический щит, на котором изображены: по диагонали щита — орденская лента ордена Отечественной войны I-й степени; в левом верхнем углу на орденской ленте — цветок красной гвоздики; в правом верхнем углу, на светло-сером фоне — заводские трубы и шестерня; в левом нижнем углу, на синем фоне — якорь». Автор герба — В.И. Орлов. 14 сентября 1973 года Новороссийску было присвоено почётное звание «Город-герой», в связи с чем в городской герб были внесены дополнения — наряду с орденской лентой ордена отечественной войны были также изображены лента ордена Ленина, а рядом с гвоздикой была помещена медаль «Золотая Звезда». Герб был утверждён 25 февраля 1974 года на V сессии городского Совета XIV созыва.
Очередной герб Новороссийска был утверждён художественным городским советом 1 декабря 1994 года, протокол #5, изменения внесла художник А.Р. Филатова. Он представлял собой золотой с синей волнистой оконечностью щит, внутри которого чёрный увенчанный короной двуглавый орёл со скипетром и державой в лапах; на груди орла щиток, на его красном поле по диагонали — орденские ленты: ордена Ленина и ордена Отечественной войны I-й степени; в центре на орденских лентах — медаль «Золотая звезда». Щит увенчан крепостными башенными зубцами и украшен двумя золотыми якорями, соединёнными Александровской лентой, лентой ордена Святого Александра Невского. За основу взят герб Новороссийска 1914 года с изменениями, связанными с историей города с 1917 года по 1990 год и его заслугами перед государством.
Герб Новороссийска в 2005 г. утверждён решением городской Думы Новороссийска № 81 от 07 июля 2005 года «О гербе города-героя Новороссийска». Герб Новороссийска рассматривался Геральдическим Советом при Президенте РФ, при этом было рекомендовано отказаться от якорей, красной ленты и несколько изменить корону. Решением Городской Думы города Новороссийска от 21 февраля 2006 года № 180 «О внесении изменений в решение городской Думы от 1 июля 2005 г. №81 „О гербе города-героя Новороссийска“» изображение было незначительно изменено. В абзаце 1 пункта 3.1 были исключены слова: «... и украшен двумя золотыми якорями в Андреевский крест, соединенными Александровскою лентою». Герб лишился якорей и ленты, но корона сохранилась.

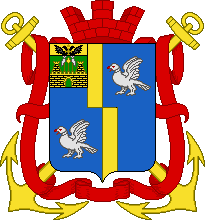
Проект герба Суджук-Кале.
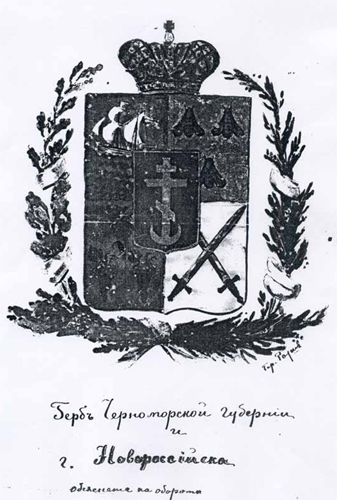
Проект герба 1909 года
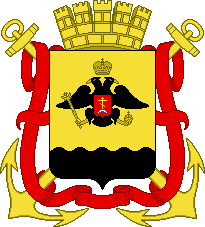
Герб 1914 года
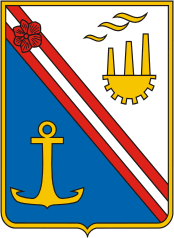
1968 год
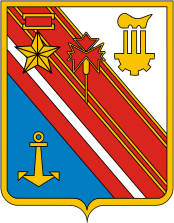
1974 год
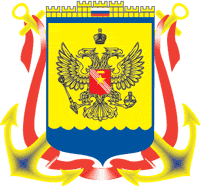
1993 год
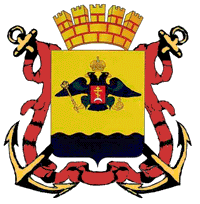
2005 год